# محمية الشقايا
محمية الشقايا محمية طبيعية كويتية تم إنشاءها عام 1989، تقع في المنطقة الشمالية الغربية على طريق السالمي. تبلغ مساحتها مليون متر مربع.